# Stritarjeva kašča
Stritarjeva kašča stoji na Stritarjevi domačiji v Podsmreki pri Velikih Laščah. Kašča je lesena, postavljena na zidane temelje in krita s slamo. Postavili so jo v 18. stoletju. Danes hrani zbirko kmečkega orodja in priprav.